# Niko Piroszmani

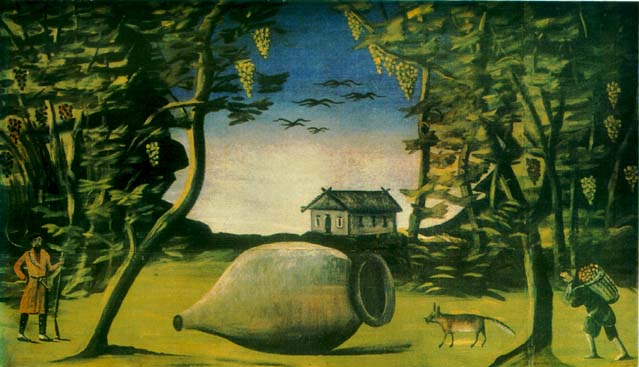
Borvidék

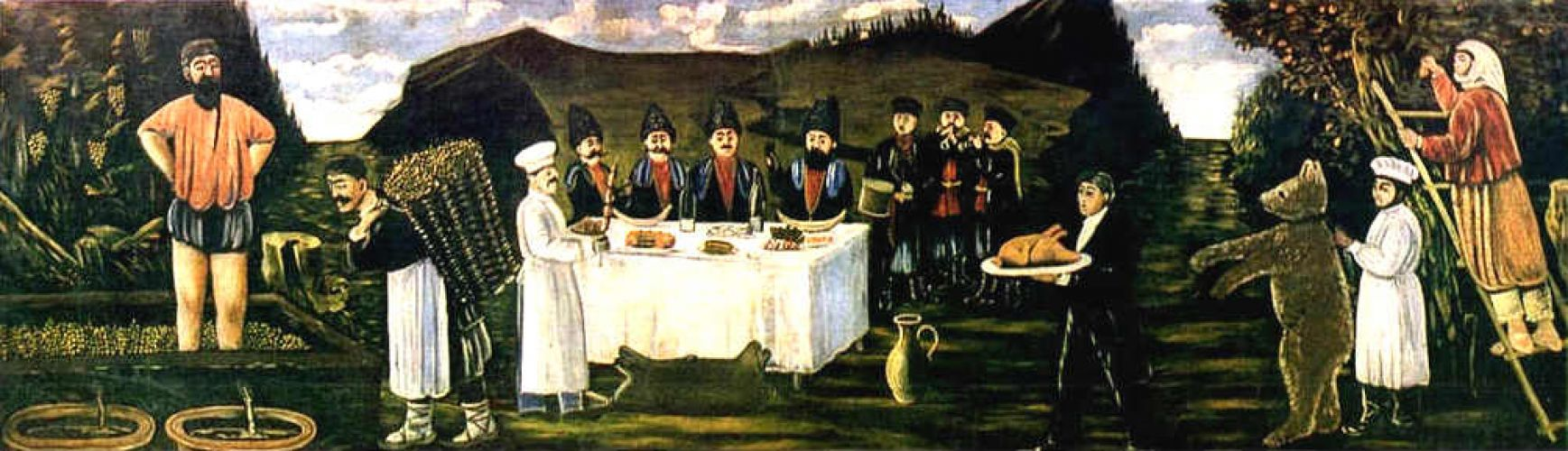
Ünnep a szüret idején

Niko Piroszmanisvili (grúzul: ნიკო ფიროსმანაშვილი) (1862. május 5. – 1918. április 9.) grúz naiv festő.

## Élete
Piroszmani paraszti családban született egy kis faluban (Мирзаани). Hamarosan árvaságra jutott, és két nővére nevelte fel. 1870-ben Tbiliszibe költöztek. 1876-ban visszatért falujába, és ott pásztorként dolgozott.
Egy ideig vándorfestőktől tanult festeni. Képeivel kocsmák és üzletek falait díszítette. 1882-ben visszatért Tbiliszibe, műhelyt nyitott, nem sok sikerrel. 1890-ben vasúti kalauz volt. 1895-től aktívan festett. Dekoratív pannókat készített, különböző kereskedelmi helyeket, boltokat, kocsmákat festett ki. Leginkább saját maga által előállított festékeket használt.
Bár 1912-től elkezdtek érdeklődni munkái iránt, és újságcikkek is jelentek meg róla, megélhetési problémáit ez nem oldotta meg. Az éhezéstől legyengült művész végül az 1918-as spanyolnátha-járványba halt bele Tbilisziben.

## Róla szól

### Dal
- Bulat Okudzsava (Булат Окуджава):
Песенка о художнике Пиросмани

(részlet)

Что происходит с нами,

когда мы смотрим сны?

Художник Пиросмани

выходит из стены,

из рамок примитивных,

из всякой суеты

и продает картины

за порцию еды…
Nyersfordítás: Mi történik velünk – amikor álmodunk? – Piroszmani a festő – valami ócska képkeretből lelép a falról – s csak úgy – képeit árulja – egy tál ételért.

Állítólag Niko Pirosmani ihlette a nemzetközileg, így Magyarországon is ismert Millió rózsaszál című orosz dalban szereplő férfi főszereplő alakját.
Továbbá megörökítette alakját Andrej Voznyeszenszkij, Alla Pugacsova, és sokan mások; még filmek is.

### Filmek
- Eldar Sengelaja: Piroszmani, 1969
- Szergej Paradzsanov: Arabeszkek Piroszmani témára (Arabeskebi Pirosmanis temaze), 1985

## Könyv
- Niko Piroszmani, Corvina Kiadó, 1982; ISBN 963-13-1090-6
- Evaszt Kuznyecov-K. D. Bagratisvili: Niko Piroszmani (orosz nyelvű), Auroram, Leningrád, 1984

## Képek

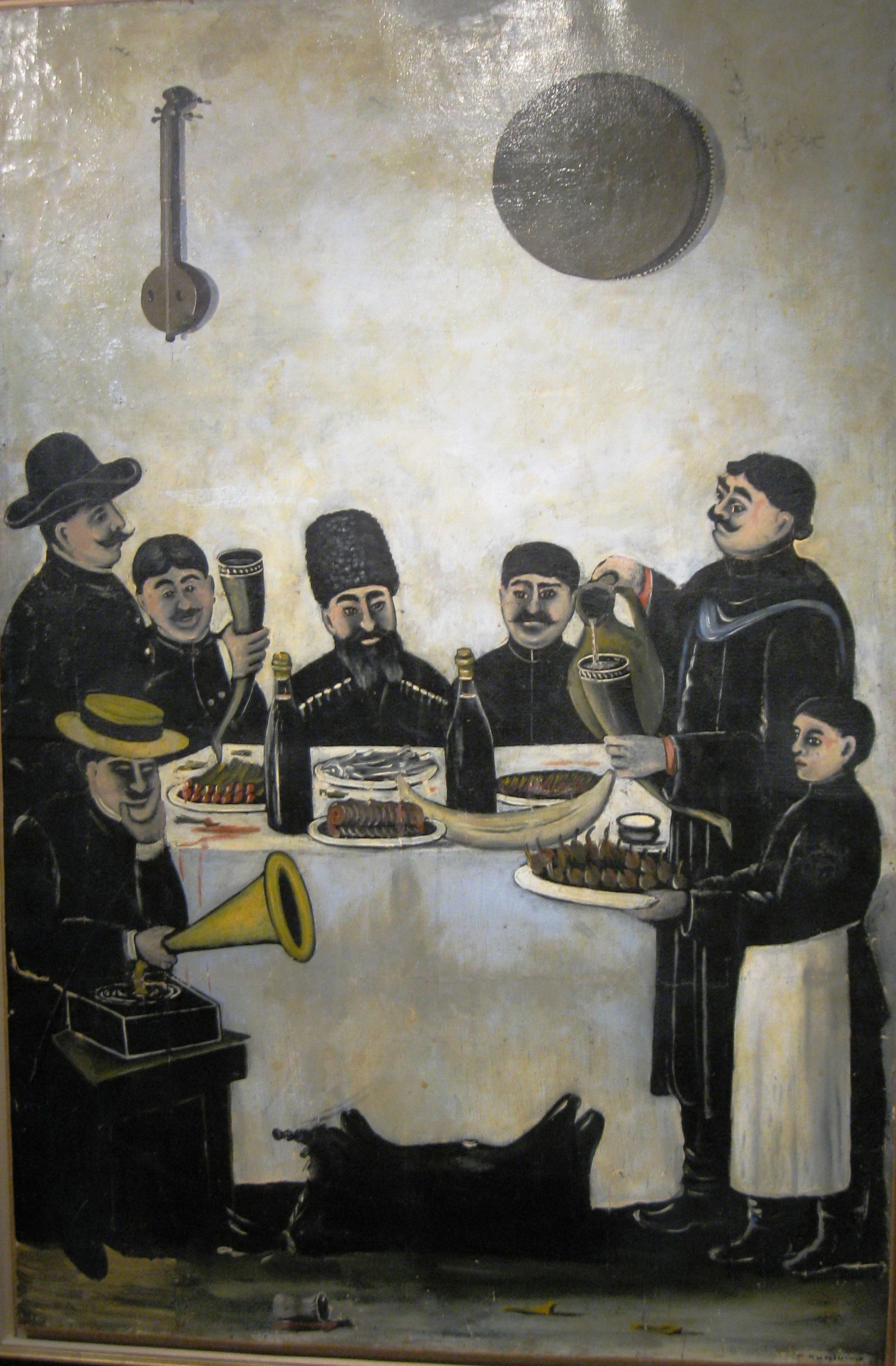
Tbiliszi árusok vacsorája fonográffal
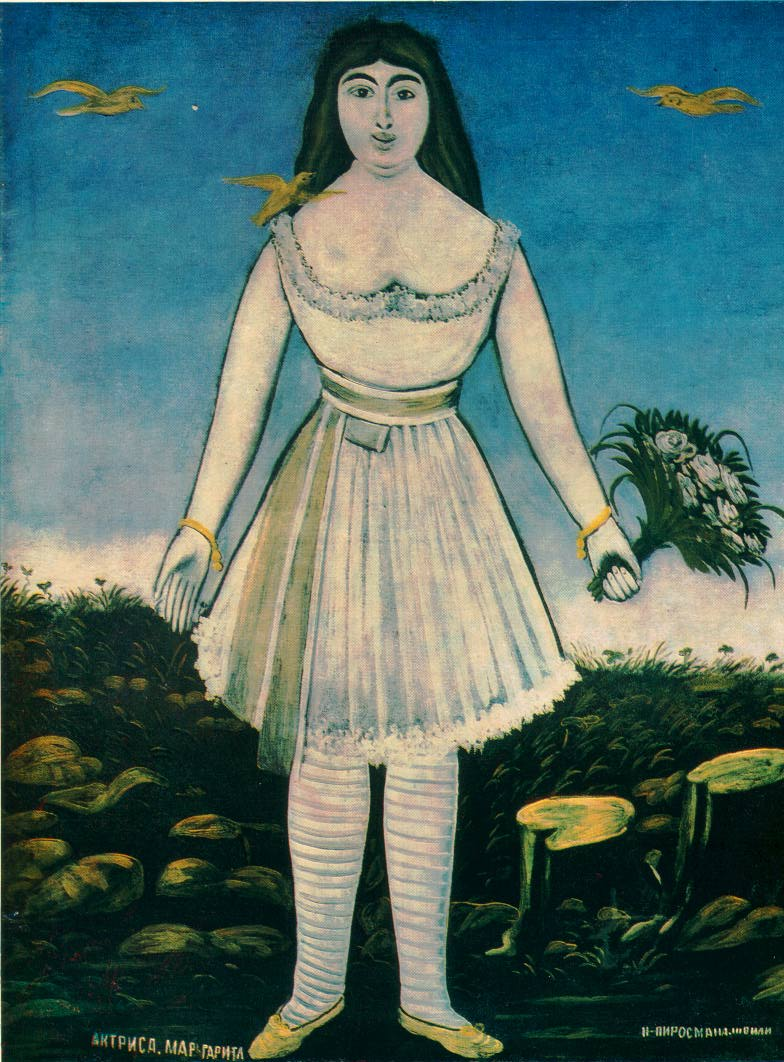
Margarita, 1909
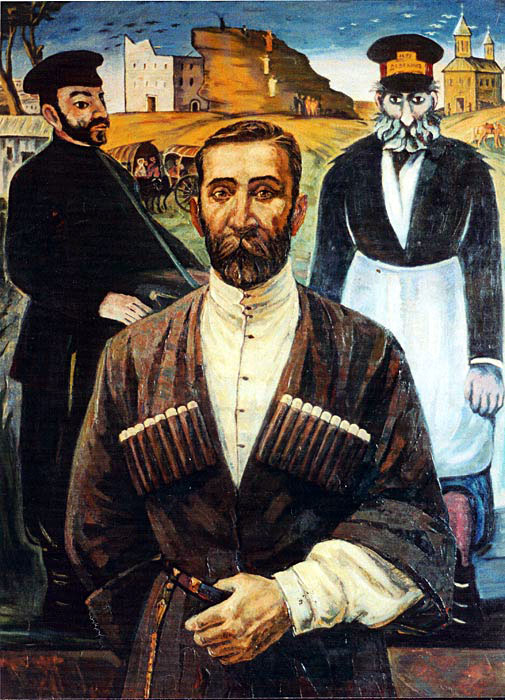
Önarckép; 1900 körül
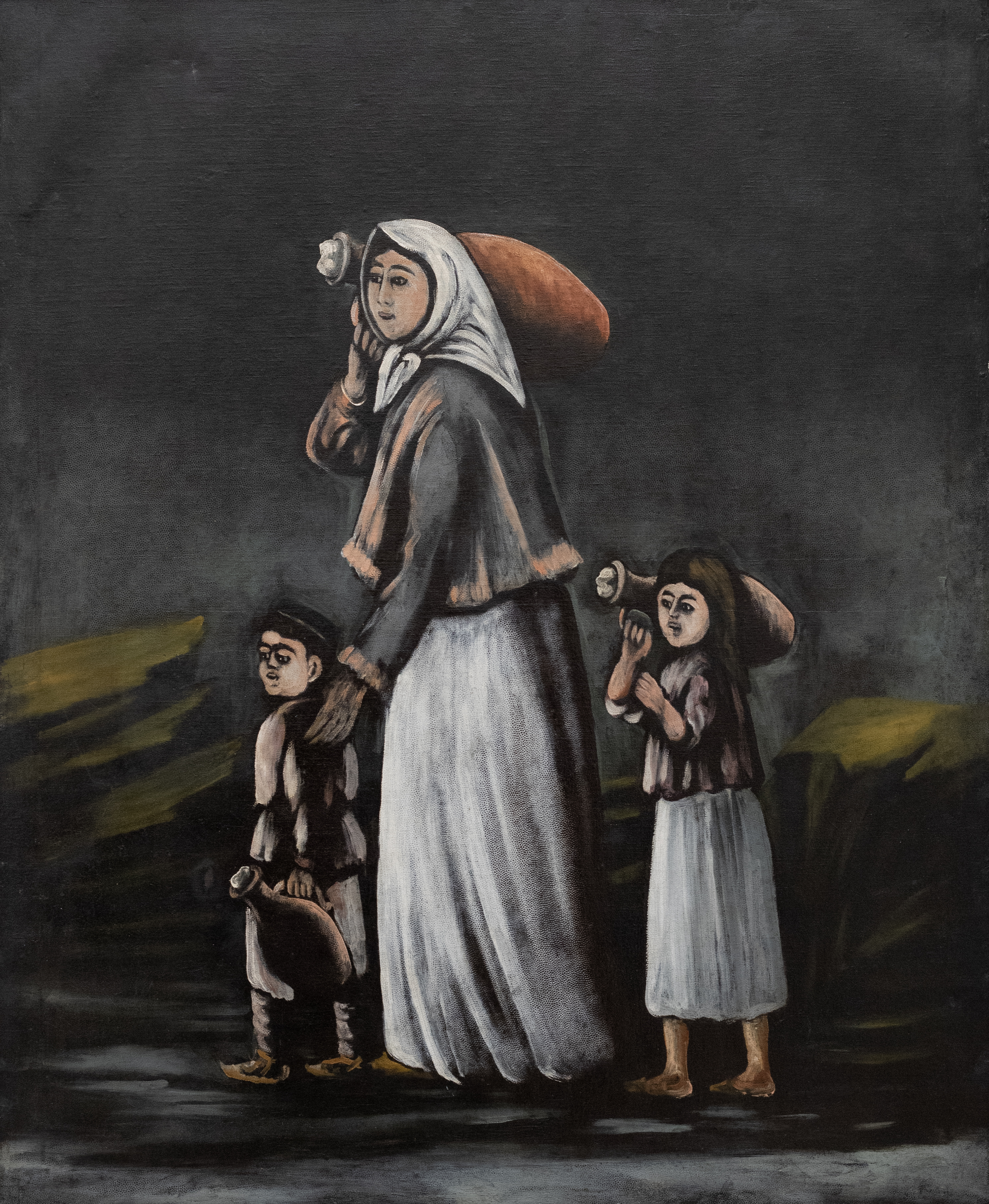
Egy parasztasszony a gyerekekkel vízért megy (1900)
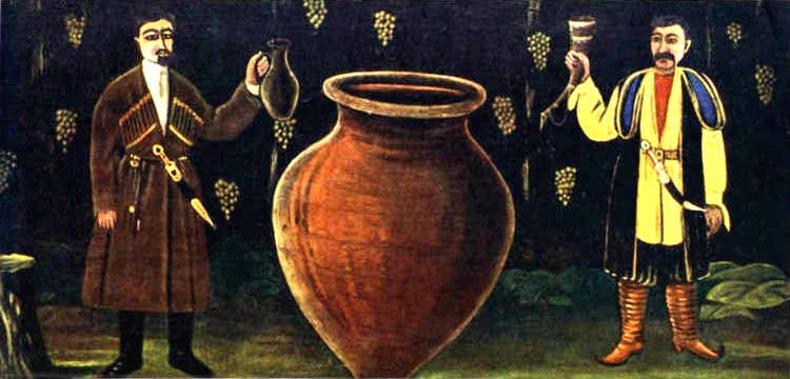
Két grúz a maraniban (a grúzok a lakóházuk mellett egy külön kis épületben (marani) ássák el a kvevriket, az óriási agyagkorsókat)
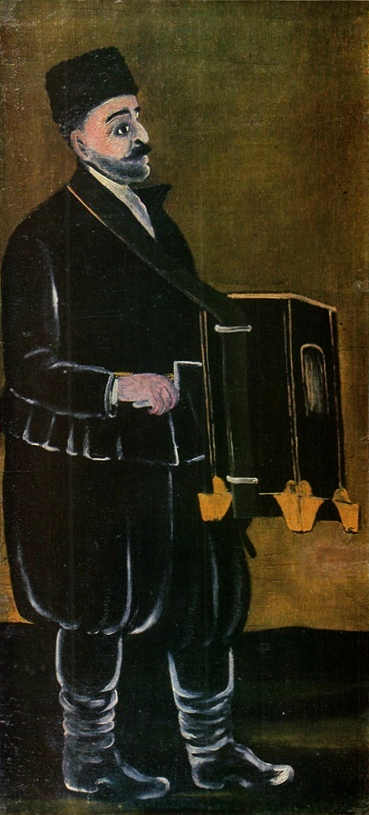
Kintornás 1919
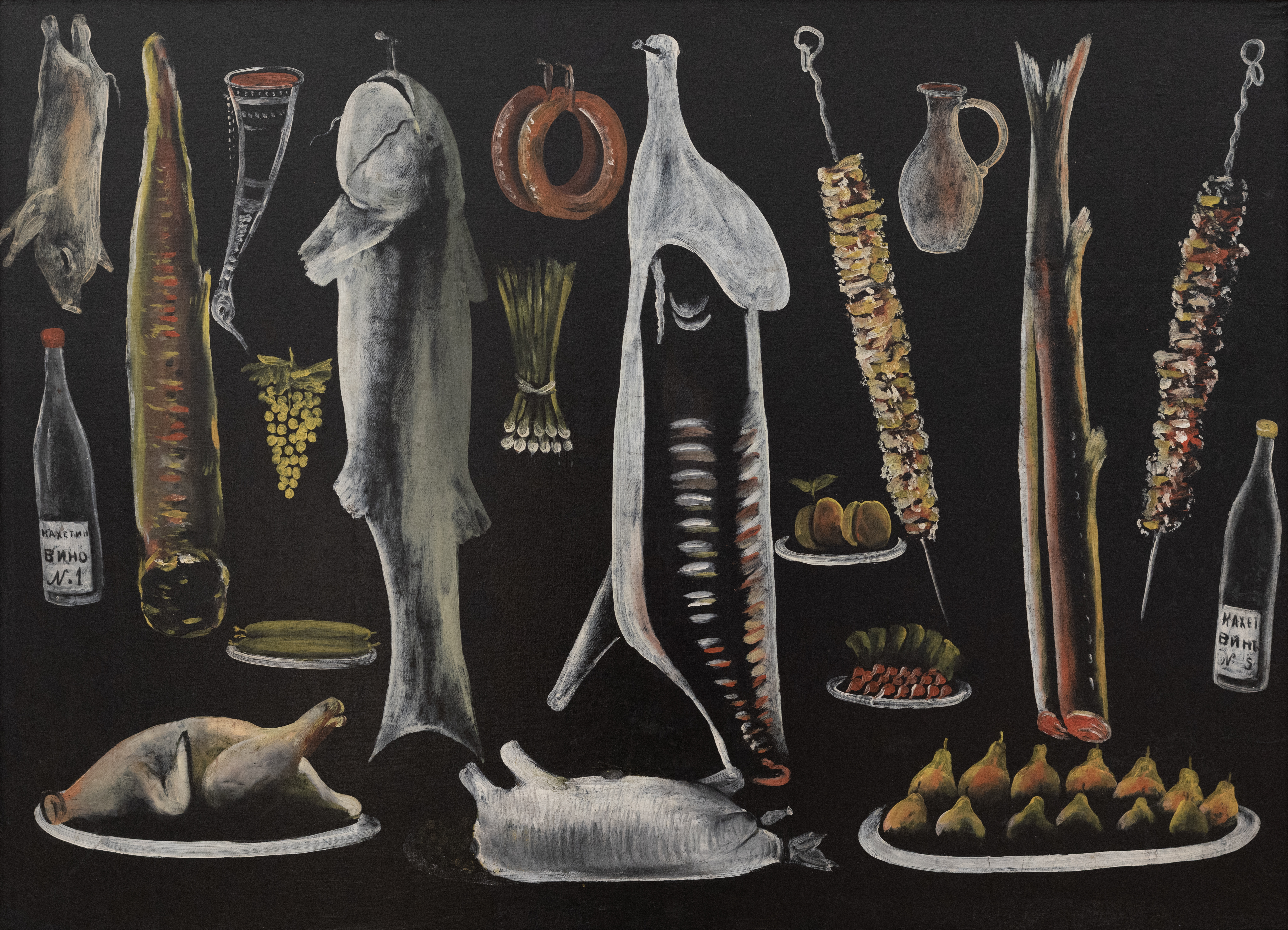
Csendélet
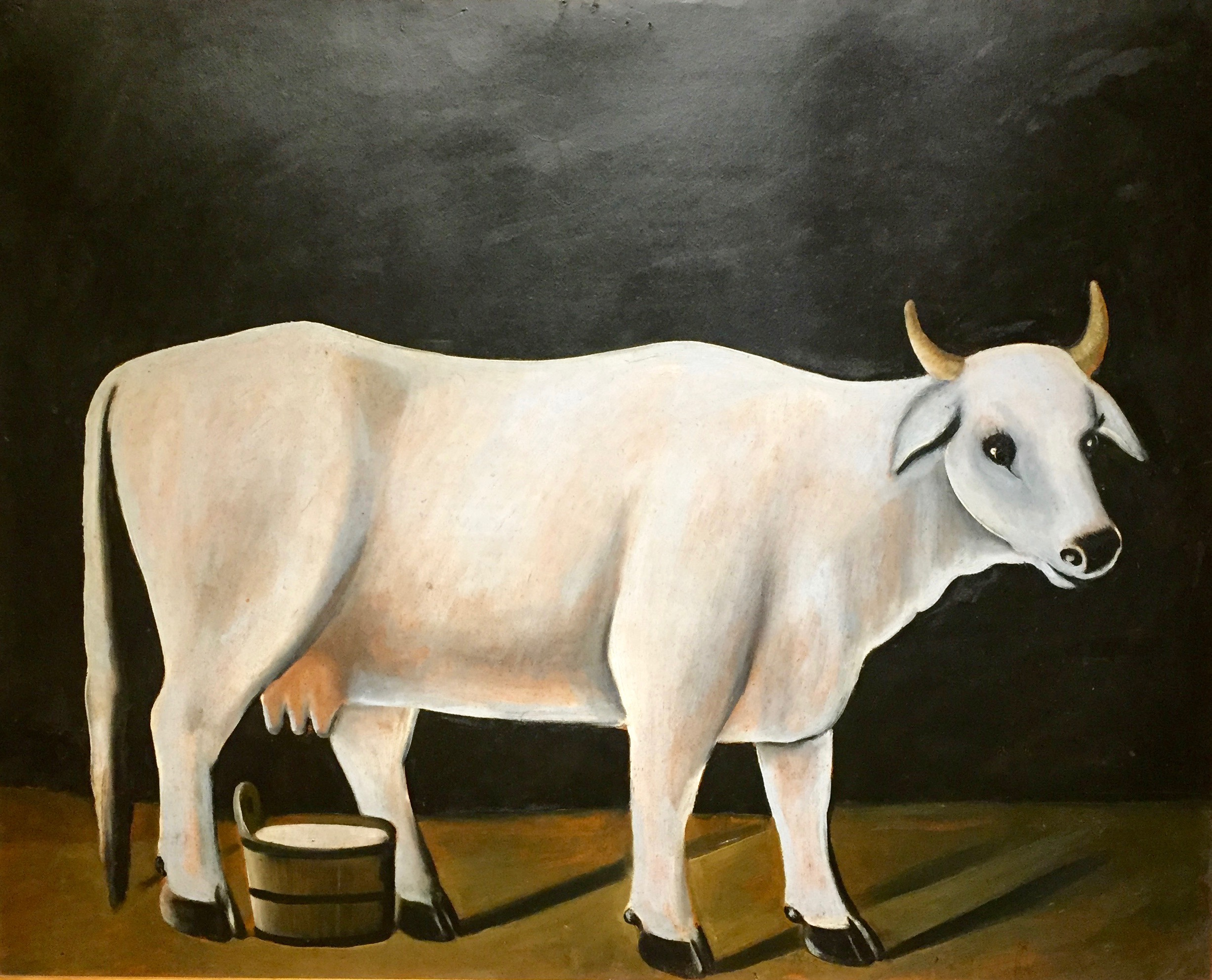
Fehér tehén fekete háttérrel (1915)